# Spigelia breviflora
Spigelia breviflora là một loài thực vật có hoa trong họ Mã tiền. Loài này được (Chodat & Hassl.) H.H. Hurley mô tả khoa học đầu tiên năm 2001.